# Milka Planinc
Milka Planinc (née Malada; Drniš, 21 de novembro de 1924 – Zagreb, 7 de outubro de 2010) foi uma política comunista croata que serviu como primeira-ministra da Iugoslávia de 1982 a 1986. Ela foi a primeira e única mulher a ocupar este cargo. Planinc foi também a primeira mulher chefe de governo de um estado socialista diplomaticamente reconhecido na Europa.

## Biografia
Planinc nasceu Milka Malada em uma família mista de croatas e sérvios em Žitnić, uma pequena vila perto de Drniš, Dalmácia, na atual Croácia. Ela frequentou a escola até que o início da Segunda Guerra Mundial interrompeu sua educação.  Ela juntou-se à Liga da Juventude Comunista em 1941,  que foi um ano crucial na vida de Planinc e para o seu país. a Alemanha Nazista invadiu a Iugoslávia e dividiu o país entre as autoridades de ocupação alemãs, italianas, húngaras e búlgaras.  Logo se formou um movimento de resistência conhecido como Partisans, liderado por Josip Broz Tito.  Planinc esperou impacientemente pelo dia em que teria idade suficiente para se juntar ao Conselho Antifascista para a Libertação Nacional da Iugoslávia. 
Aos 19 anos, Planinc juntou-se aos guerrilheiros e tornou-se extremamente devota de Tito.  Em 1944, ela se juntou à Liga dos Comunistas da Iugoslávia.  Ela se tornou comissária do condado da 11ª Brigada de Ataque Dálmata, cuja função era ensinar os princípios e políticas do partido e garantir a lealdade ao partido.  Planinc passou anos trabalhando para os guerrilheiros e o Partido Comunista, e quando eles ganharam o controle de toda a região, ela se matriculou na Escola Superior de Administração em Zagreb para continuar seus estudos.  O comandante partisan Simo Dubajić, ele próprio acusado de crimes de guerra, alegou mais tarde que Planinc estava envolvida no massacre de Kočevski Rog no pós-guerra. Planinc rejeitou as acusações de Dubajić, chamando-as de especulação política. Ela defendeu pessoalmente que estes crimes fossem investigados e processados judicial e cientificamente.
Em 1950, ela se casou com um engenheiro chamado Zvonko Planinc. O casal teve um filho e uma filha. 

## Carreira política
Planinc começou a seguir uma carreira de tempo integral na Liga dos Comunistas da Croácia .  Ela se especializou em educação, agitação e propaganda e, em 1959, foi eleita para o Comitê Central Croata, o órgão executivo. 
Tendo servido em vários cargos em Zagreb, como Secretária da Assembleia Popular de Trešnjevka em 1957 e depois Secretária de Assuntos Culturais da Cidade de Zagreb em 1961, ela se tornou Secretária do Comitê da Liga dos Comunistas da Cidade de Zagreb e Secretária de Educação da República Socialista da Croácia em 1963, cargo em que permaneceu até 1965. 
O maior reconhecimento do partido só veio em 1966, quando foi eleita para o Presidium da Liga dos Comunistas da Croácia (LCC) e, depois, para o comité executivo da LCC em 1968.  Ela serviu como Presidente da Assembleia da República Socialista da Croácia de 1967 a 1971.
Após os eventos da Primavera Croata, a liderança do LCC foi removida e Planinc tornou-se presidente do Comitê Central em 1971.  Ela tomou a decisão de prender Franjo Tuđman, Marko Veselica, Dražen Budiša, Šime Đodan e Vlado Gotovac, entre outros, que haviam participado da Primavera Croata. Ela permaneceu como líder da Liga dos Comunistas da Croácia até 1982.
Quando Tito morreu em 1980, deixou um plano para uma presidência rotativa, com o líder vindo de cada unidade federal por vez.  Em 29 de abril de 1982, a Conferência Federal da Aliança Socialista dos Trabalhadores da Iugoslávia aprovou uma lista de ministros apresentada pelo Planinc, e em 15 de maio de 1982, uma sessão conjunta das duas casas da Assembleia Nacional nomeou-a chefe do Conselho Executivo Federal; assim, ela se tornou primeira-ministra. Ela se tornou a primeira mulher a ocupar um cargo tão alto nos 64 anos de história do país. O Planinc reuniu um novo gabinete, composto por 29 membros. Todos os membros deste comité eram novos, exceto cinco que eram membros do antigo comitê.
Ela serviria como presidente do Conselho Executivo Federal (primeira-ministra) da Iugoslávia entre 1982 e 1986. Seu mandato como primeira-ministra foi lembrado como o momento em que o governo finalmente decidiu regular a dívida externa da RFS Iugoslávia e começar a pagá-la. Para obter os meios necessários, seu gabinete implementou medidas econômicas restritivas por alguns anos.
A Constituição Iugoslava de 1974 deixou o governo central com muito pouca autoridade, uma vez que o poder foi dividido entre as repúblicas separadas.  Planinc tentou reorientar o governo central e obter alianças internacionais com visitas à Grã-Bretanha, aos Estados Unidos e à União Soviética . Embora as suas visitas a Washington lhe tenham dado promessas de apoio económico, a sua visita a Moscou foi considerada como tendo "nada a perder e nada a ganhar". 
Planinc ofereceu sua renúncia em outubro de 1985, mas esta não foi aceita. Em 12 de Fevereiro de 1986, o governo de Planinc apresentou um pedido ao Fundo Monetário Internacional para vigilância avançada. O pedido foi aprovado um mês depois. Seu mandato terminou em maio de 1986 e em pouco tempo ela se tornou membro do Comitê Central da Liga dos Comunistas da Iugoslávia. 

## Vida posterior
Planinc passou o resto do seu tempo vivendo as Guerras Iugoslavas com o colapso do comunismo na Europa.  Em 1993, seu marido morreu e, em 1994, seu filho Zoran cometeu suicídio.
Do final da década de 1990 até sua morte, Planinc precisou usar uma cadeira de rodas e raramente saía de casa. Ela residiu em Zagreb até sua morte em 7 de outubro de 2010, aos 85 anos. Ela foi enterrada no Cemitério de Mirogoj de Zagreb.